# Trichopterna macrophthalma
Trichopterna macrophthalma Denis, 1962) è un ragno appartenente alla famiglia Linyphiidae.

## Etimologia
Il nome proprio della specie deriva dal greco μάκρος, màkros, cioè grande, grosso e ὁφθαλμός, ophthalmós, cioè occhio, a causa degli ocelli di dimensioni maggiori rispetto alle altre specie del genere.

## Distribuzione
La specie è stata rinvenuta in Tanzania

## Tassonomia
Al 2012 non sono note sottospecie e non sono stati esaminati nuovi esemplari dal 1962.